# Metamorphoses (Jean-Michel Jarre)
Metamorphoses is een album uit 2000 van Jean-Michel Jarre, zijn tiende reguliere studioalbum. Het werd uitgebracht op het label Epic Records en in de Verenigde Staten op het label Disques Dreyfus in 2004.
Het grote verschil met zijn voorgaande studioalbums (met uitzondering van Zoolook, waarmee Jarre samples gebruikte) is dat Jarre op de meesten tracks vocale muziek met lyrics heeft geschreven. In sommige tracks gebruikt Jarre zijn stem met een vocoder. Bij het nummer "Rendez-vous à Paris" speelt Sharon Corr viool. Het album bevat een mix van elementen van moderne technopop, breakbeat en electro.

## Track listing
Alle muziek en teksten zijn geschreven door Jean-Michel Jarre. 
| 1.                 | Je Me Souviens (feat. Laurie Anderson)                  | 4:25 |
| 2.                 | C'est la Vie (feat. Natacha Atlas)                      | 7:11 |
| 3.                 | Rendez-vous à Paris (feat. Sharon Corr)                 | 4:19 |
| 4.                 | Hey Gagarin                                             | 6:20 |
| 5.                 | Millions of Stars (feat. Veronique Bossa & Lisa Jacobs) | 5:41 |
| 6.                 | Tout Est Bleu                                           | 6:01 |
| 7.                 | Love Love Love                                          | 4:26 |
| 8.                 | Bells                                                   | 3:49 |
| 9.                 | Miss Moon (feat. Dierdre Dubois)                        | 6:08 |
| 10.                | Give Me a Sign (feat. Veronique Bossa)                  | 3:49 |
| 11.                | Gloria, Lonely Boy                                      | 5:31 |
| 12.                | Silhouette (feat. Ozlem Cetin)                          | 2:29 |
| Totale duur: 60:09 |                                                         |      |

## Personeel
- Jean-Michel Jarre - zang, bewerkte zang, keyboards, synthesizers
- Joachim Garraud - drumprogrammering, sound design, additioneel keyboards
- Laurie Anderson - zang op "Je me souviens"
- Natacha Atlas - zang op "C'est la vie"
- Sharon Corr - viool op "Rendez-vous à Paris"
- Veronique Bossa - zang op "Give Me a Sign" en "Millions of Stars"
- Dierdre Dubois - zang op "Miss Moon"
- Lisa Jacobs - zang op "Millions of Stars"
- Ozlem Cetin - zang op "Silhouette"
- Olivier Constantin - zang
- Leslie Jacobs - zang
- Rabah Khalfa - bendir, darbouka
- Raphael Garraud - additioneel keyboards
- Christopher Papendieck - additioneel bas keyboards
- Francis Rimbert - additioneel keyboards
- John Davis - mastering
- Nuit de Chine - art direction, grafisch ontwerp
- Patrick Pelamourgues - technische assistent
- Jean Baptise Saudray - koordirigent
- Yvan Cassar - strijkersarrangementen